# E312
La ruta europea E231 és una carretera que forma part de la Xarxa de carreteres europees. Comença a Vlissingen (Països Baixos) i finalitza a Eindhoven (Països Baixos). Té una longitud de 167 km. Té una orientació d'est a oest.